# Federico Casarini
Federico Casarini (ur. 7 sierpnia 1989 w Carpi) – włoski piłkarz występujący na pozycji pomocnika. Jest wychowankiem włoskiej Bolonii. Zawodnik Novary.